# Union démocratique des travailleurs du Sénégal
L'Union démocratique des travailleurs du Sénégal (UDTS) est une centrale syndicale  sénégalaise.

## Organisation
Elle est membre de la Confédération syndicale internationale (CSI).
Son siège se trouve à Pikine tally bou bess rue du centre.
La Secrétaire générale est Marième BA KONATE depuis  Février 2014.